# جینو پانیانی
جینو پانیانی (ایتالیایی: Gino Pagnani؛ ‏ ۳۱ ژوئیهٔ ۱۹۲۷ – ۱۰ آوریل ۲۰۱۰) بازیگر و صداپیشه اهل ایتالیا بود.
از فیلم‌های او می توان به بگذار خودمان را مسلح کنیم و شما به جبهه بروید!، درمانگاه عشق، به بانو تجاوز شده است، دخترمدرسه‌ای، خانم دکتر روستا، دو قلب، یک نیایشگاه، اعتراض عمومی، سلام مریخی، اوبالدا، سر تا پا عریان و داغ، جووانونا شاسی‌بلند، اعترافات یک پلیس زن، بیوه دل‌ربا، شنبه، یکشنبه و جمعه، مربی در ساحل، خانم پرستار در تیمارستان نظامی و خانم‌دکتر، ملوانان را بیشتر می‌پسندد اشاره کرد.